# Marco Serpellini

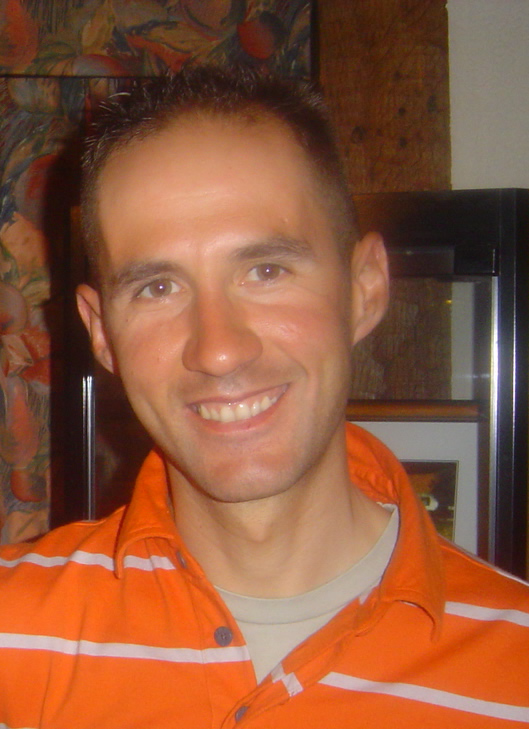
Marco Serpellini

Marco Serpellini (* 14. August 1972 in Lovere) ist ein ehemaliger italienischer Radrennfahrer.
Marco Serpellini wurde 1990 in Utsunomiya Junioren-Weltmeister im Straßenrennen. 1994 wurde er Radprofi bei dem italienischen Team Lampre-Panaria. 1996 fuhr er für eine Saison bei Panaria-Vinavil und gewann dort sein erstes Rennen, den Grand Prix Pino Cerami. Danach fuhr er zwei Jahre für Brescialat. 1998 wiederholte er seinen Erfolg bei dem belgischen Eintagesrennen und gewann ebenso die Gesamtwertung der Portugal-Rundfahrt mit einer Etappe. Dann wechselte er wieder zurück zu seiner ersten Mannschaft Lampre. Er gewann 2000 eine Etappe der Baskenland-Rundfahrt und das italienische Eintagesrennen Grand Prix Beghelli. 2004 kam er zum deutschen Team Gerolsteiner, mit dem er 2005 an der UCI ProTour teilnahm. 2006 fuhr er für das belgische Professional Continental Team Unibet.com und trat dann vom Radsport zurück.

## Palmarès
1990
- Junioren-Weltmeister Straße

1996
- Grand Prix Pino Cerami

1998
- Grand Prix Pino Cerami
- Portugal-Rundfahrt

2000
- Grand Prix Beghelli
- eine Etappe Baskenland-Rundfahrt

2006
- eine Etappe Internationale Friedensfahrt

## Teams
- 1994–1995 Lampre-Panaria
- 1996 Panaria-Vinavil
- 1997–1998 Brescialat
- 1999–2003 Lampre
- 2004–2005 Team Gerolsteiner
- 2006 Unibet.com